# ركوب الأمواج في المغرب

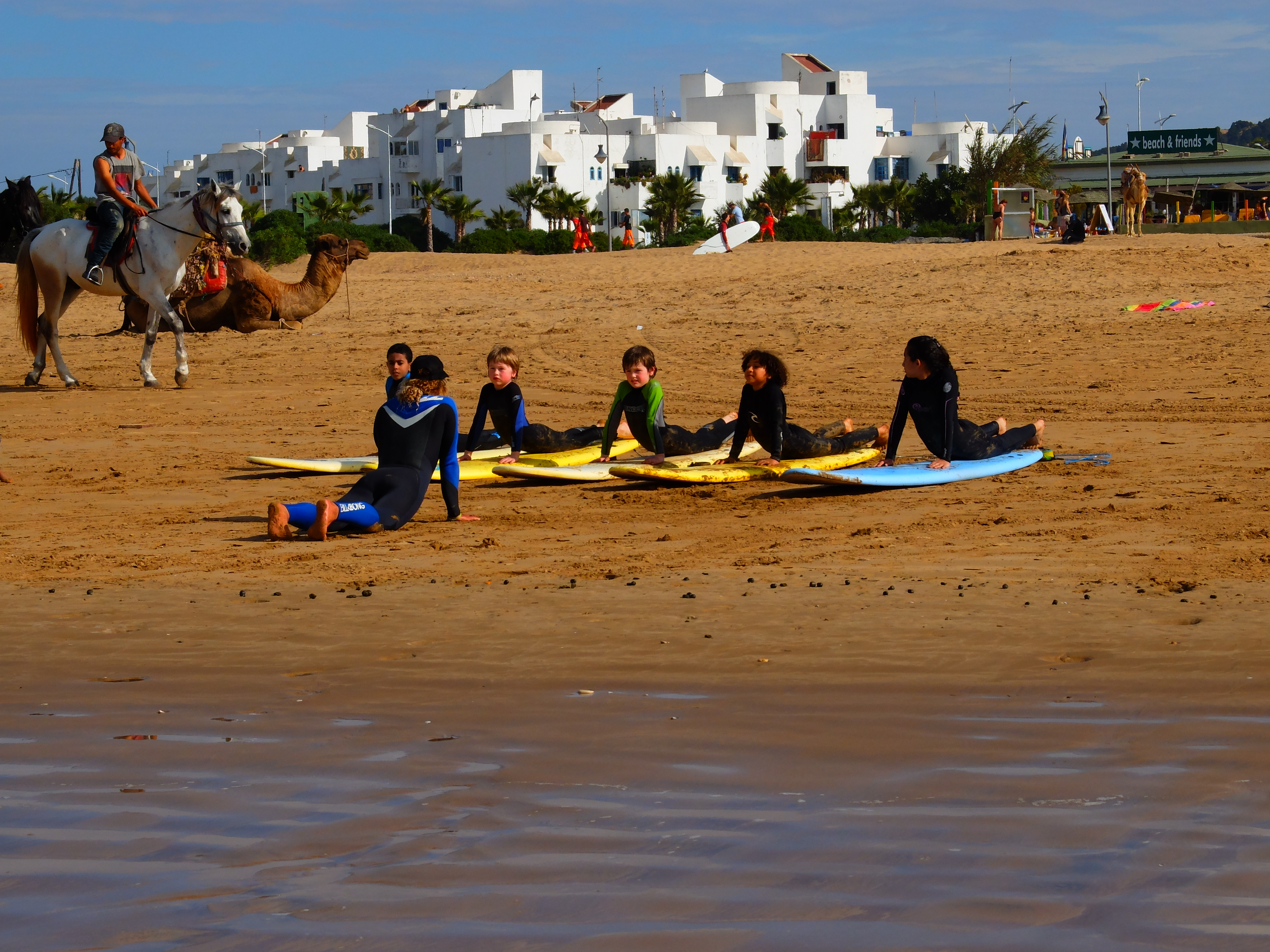
صور من رياضة ركوب الأمواج في المغرب

ركوب الأمواج في المغرب، هي رياضة بحرية شهيرة في المغرب، وتشكل رياضة ركوب الأمواج في المغرب جزءًا من قطاع السياحة في البلاد.

## التاريخ
- بدأ المغتربون الأوروبيون والأمريكيون في الستينيات ممارسة رياضة ركوب الأمواج في خليج تغازوت، ظهرت في المناطق الساحلية في المغرب مثل أغادير والصويرة.[4]

- استثمرت الحكومة المغربية البنية التحتية السياحية الساحلية في قرية تغازوت لركوب الأمواج كجزء من مخطط أزور لعام 2001، بهدف خلق 20 ألف فرصة عمل للسكان المحليين.[5]

- يعتبر فصل الشتاء بشكل عام هو موسم الذروة لسياحة ركوب الأمواج في المغرب.[6]

- في الثقافة المغربية، يعتبر ركوب الأمواج بشكل عام رياضة ذكورية،  بدأت تتحدى راكبات الأمواج الأعراف الثقافية في المشاركة في هذه الرياضة.[7]